# Ammotragus lervia

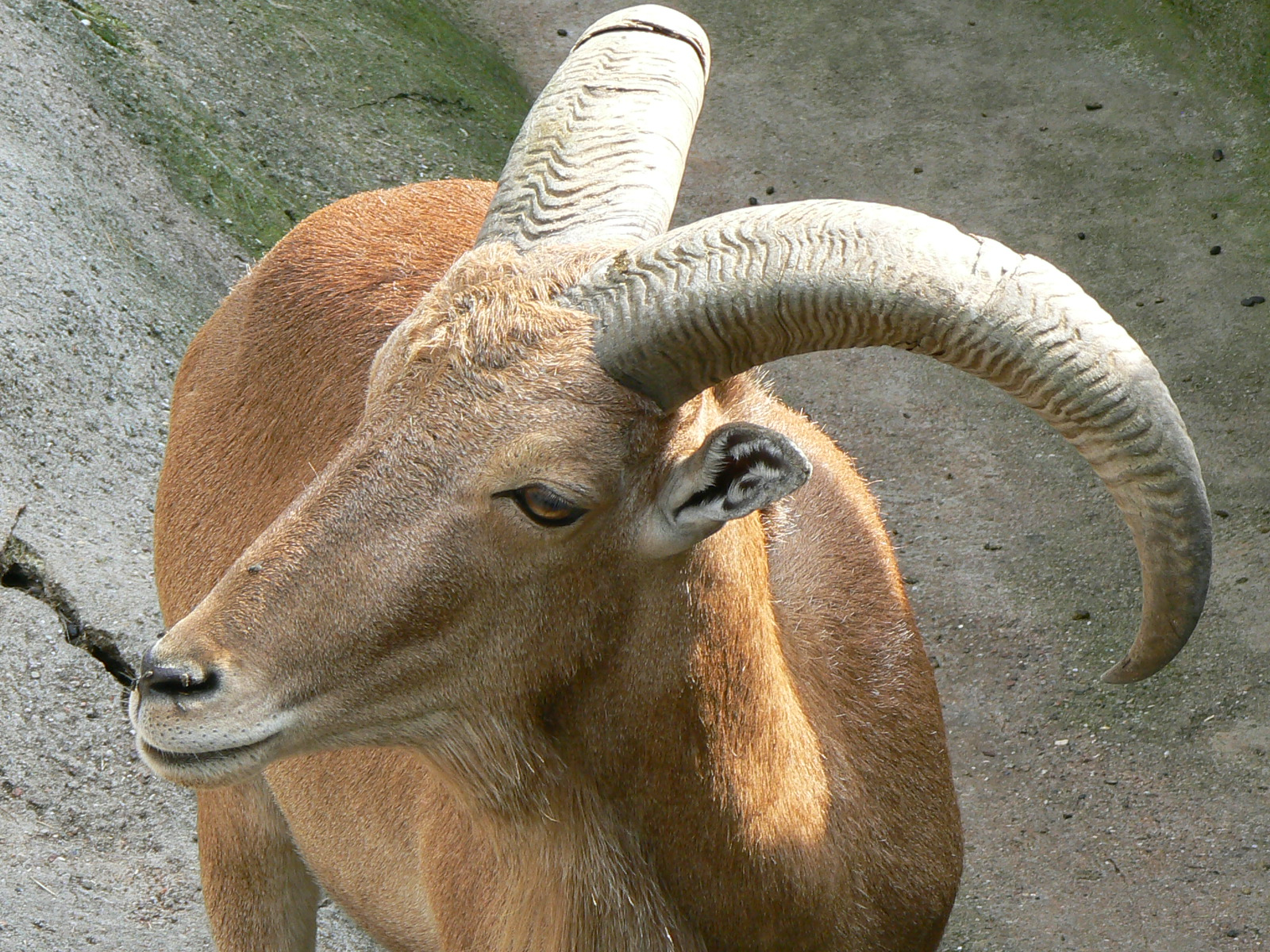
Macho de arruí en el zoo de Hamburgo.

El arruí, arrui, muflón del Atlas o carnero de berbería (Ammotragus lervia) es un bóvido de la subfamilia Caprinae nativo de las zonas rocosas del Sáhara y el Sahel, del género monotípico Ammotragus. Comienza a abundar en fincas privadas de caza, en donde es más difícil enumerar su presencia. Los nombres arruí y aoudad, como se le conoce en varias lenguas europeas, proceden del idioma bereber. También está presente en reservas y cotos de caza de México, Sur de Estados Unidos, Región de Murcia, Comunidad Valenciana en las sierras más altas de la Marina Baja de Alicante, área de Jijona (comarca del Campo de Alicante), zonas serranas del Hoya de Alcoy y el Condado de Cocentaina, y sierra del Cid (cercana a Petrel). Posiblemente está población proviene de animales huidos de vallados cinegéticos. En Canarias y en Andalucía hay poblaciones introducidas de arruí.

## Descripción

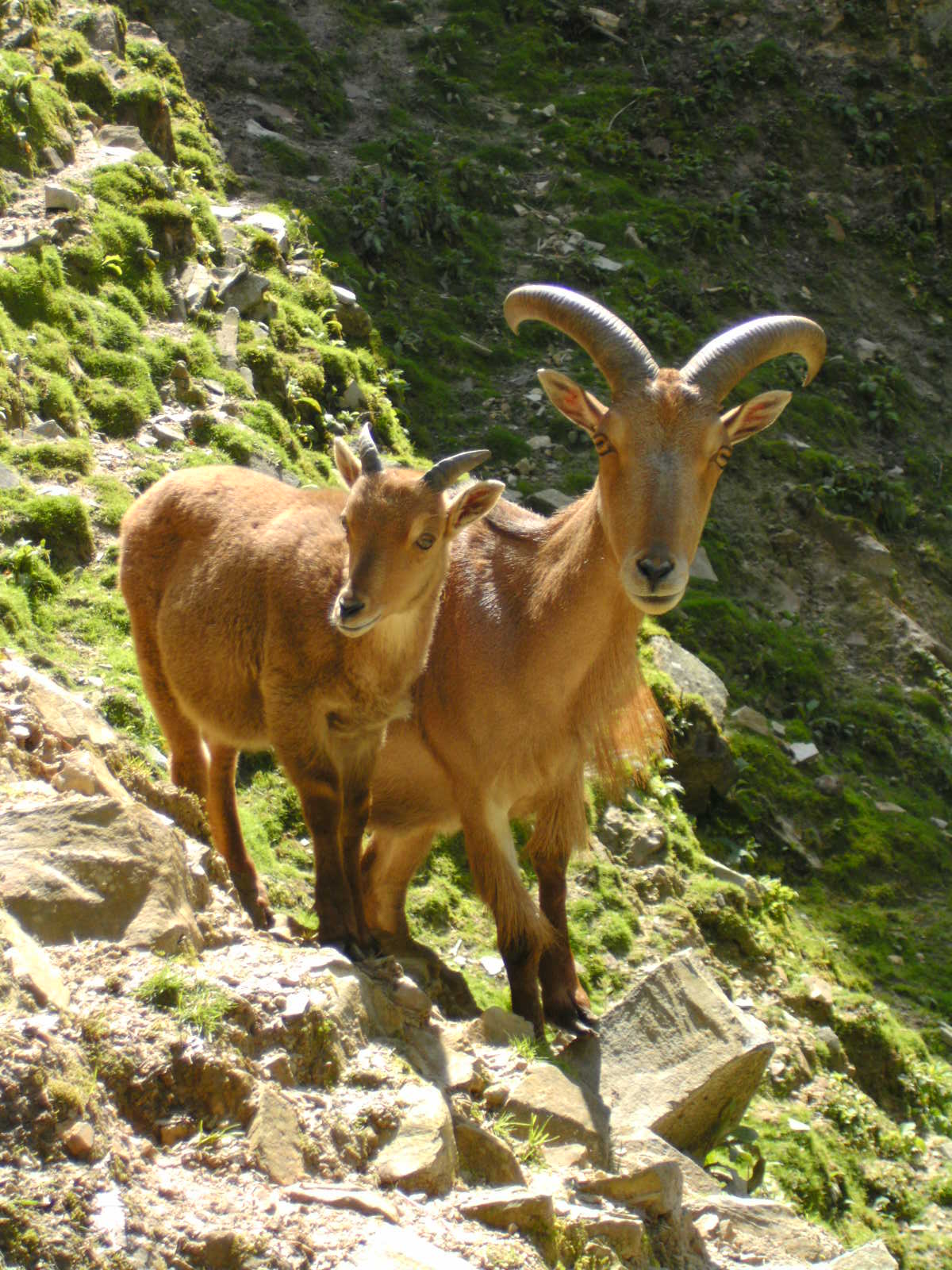
Hembra y cabritillo.

El tamaño máximo que alcanzan los machos (los machos adultos son mucho más grandes que las hembras) es de 165 cm de largo y 110 de altura a la cruz, con un peso de hasta 150 kg. La cola es lanosa y notablemente larga en comparación con otros miembros de la subfamilia Caprinae, pues alcanza los 20 cm de largo. El pelaje es muy corto, salvo en la cola y la densa barba que en los machos recorre la parte delantera del cuello. El color es rojizo o pardo claro, similar al de la arena de los desiertos donde vive, ligeramente más claro en la parte inferior del cuerpo y en machos viejos la crin y las barbas es color negro. Ambos sexos presentan barba y cuernos curvos, que en el caso de los machos son más largos y gruesos que en las hembras. Estos cuernos pueden medir hasta 46 pulgadas en los machos confinados a reservas cinegéticas del norte de México y sur de Texas, pero en zonas libres o de “cerco bajo” un borrego adulto puede alcanzar hasta las 34 pulgadas.

## Reproducción
El apareamiento suele tener lugar en los meses otoñales, entre septiembre y noviembre, aunque en cautividad puede reproducirse a lo largo de todo el año. Tras cinco meses y medio de gestación, las hembras paren generalmente una sola cría, si bien, cuando las hembras se encuentran en  condiciones óptimas suelen tener partos gemelares y, excepcionalmente, parir trillizos. La lactancia es más acentuada el primer mes de vida, pero el destete puede tener lugar a edades muy variables, dependiendo del próximo apareamiento de la madre; en promedio suele ocurrir a los ocho meses de edad. Los machos y las hembras pueden considerarse sexualmente maduros cuando tienen 14 meses y 9 meses, respectivamente. La esperanza de vida de la especie es de unos veinte años en cautividad.

## Subespecies
Las subespecies reconocidas de arruí son seis, distribuidas desde Marruecos a Egipto y llegando por el sur hasta Mauritania, Níger y Chad.
- A. l. lervia: distribuida por los Montes Atlas de Marruecos, Argelia y Túnez. Los ejemplares introducidos en España son quizás de esta subespecie o híbridos.
- A. l. angusi: en macizos montañosos de la frontera entre Malí, Argelia, Níger y Chad.
- A. l. blainei: localizada únicamente al noroeste de Sudán.
- A. l. fassini: presente solamente en una pequeña zona fronteriza entre Túnez y Libia.
- A. l. ornatus: se creyó durante un tiempo extinta, pero se han localizado algunas poblaciones en las sierras meridionales de Egipto.
- A. l. sahariensis: la más difundida, originalmente presente al sur y norte de Marruecos, gran parte de Argelia, sur de Túnez, sureste de Libia, norte de Mauritania y Malí y los macizos de Tibesti y Aïr, llegando hasta la frontera entre Chad y Sudán.

## Introducción en España
La introducción de esta especie en 1970 se encuadra dentro de la demanda de nuevas especies cinegéticas de caza mayor, corriente generalizada en varios países europeos desde mediados del siglo XX. Los principales ungulados introducidos en esa época en España fueron el arruí y el muflón.
La introducción del arruí se hizo inicialmente en Sierra Espuña, en la región de Murcia, a partir de ejemplares recluidos en el Zoo de Casablanca y el Zoo de Fráncfort del Meno. La abundancia de comida, la ausencia de depredadores y su alta tasa de natalidad determinaron su rápida expansión en muy poco tiempo. Actualmente en la misma región lo encontramos además en la vecina sierra del Cambrón, y la  sierra del Gigante (cercana a Lorca).
En el año 1972, en la zona norte de la isla de La Palma (Canarias), se introdujeron quince ejemplares para realizar caza mayor.
Debido a que fue descrita como especie invasora en diversos estudios, señalándose potenciales efectos negativos sobre flora y fauna autóctonas, el arrui ha sido incluido en el Catálogo Español de Especies Exóticas Invasoras, regulado por el Real Decreto 630/2013, de 2 de agosto, estando prohibida en España su introducción en el medio natural, posesión, transporte, tráfico y comercio. Sin embargo, en aquellos trabajos se utilizó el término "invasor" en su acepción de "colonizador", y nunca se afirmó que el arrui fuera perjudicial, solo se planteó como una posibilidad. Consecuentemente, se ha propuesto descatalogar las poblaciones exóticas de arruis localizadas en la España continental con base en la carencia de datos empíricos que demuestren efectos deletéreos sobre fauna y flora, más allá de los ocasionados por otros ungulados herbívoros autóctonos. En otros estudios se señala una cierta preferencia alimenticia por los pastos naturales. Esto ha llevado a varios autores a plantear la posibilidad de que el arrui, como especie preferentemente pastadora, ejerza un papel particular en los hábitats del sureste peninsular, facilitando teóricamente una mayor heterogeneidad paisajística y el consecuente aumento de la biodiversidad asociada En todo caso, se hace notar la necesidad de continuar con las investigaciones y conocer más a fondo la situación.
El arruí también está presente dentro del territorio de la Comunidad Valenciana en las sierras más altas de la Marina Baja de Alicante, área de Jijona (comarca del Campo de Alicante), zonas serranas del Hoya de Alcoy y el Condado de Cocentaina, y sierra del Cid (cercana a Petrel). Según parece, está población proviene de animales huidos de vallados cinegéticos.
En Andalucía hay poblaciones introducidas de arruí en las Sierra de María-Los Vélez (Almería), y en la sierra de Orce (Granada).

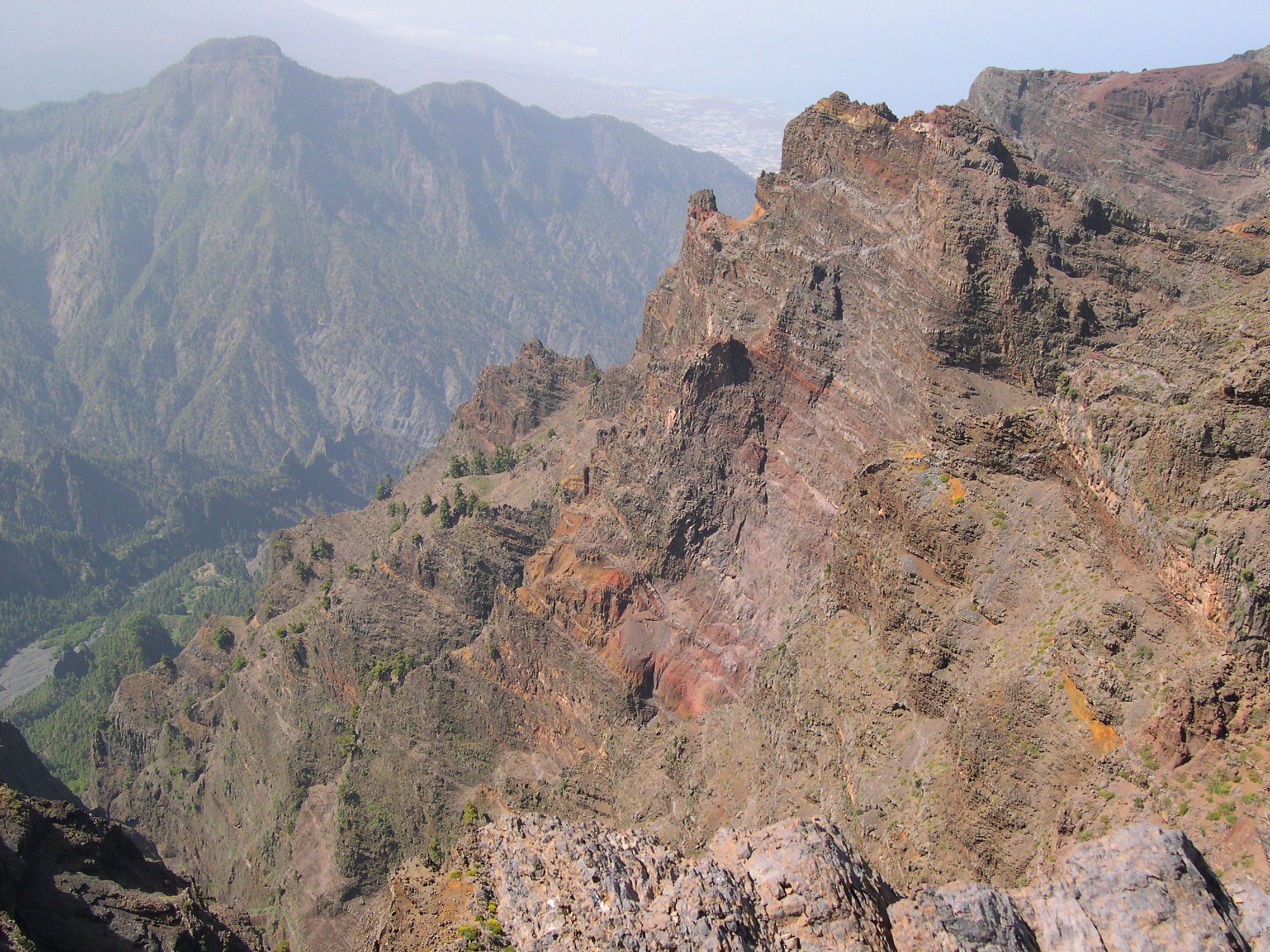
Taburiente

Los arruís se introdujeron (en 1972) también en la zona norte de La Palma, con graves consecuencias para la flora insular autóctona. A pesar de ello, los arruís se expanden velozmente, incluso más rápido aún que en la Península porque suelen moverse por el Parque nacional de la Caldera de Taburiente,[cita requerida] donde cualquier tipo de caza está prohibida. Las demandas de los ecologistas y los biólogos que han estudiado el problema para que la especie sea trasladada o erradicada de la zona entra en conflicto directo con los intereses de las asociaciones de cazadores de la isla. Esto se debe en buena medida a los ingresos que los cazadores proporcionan cuando abaten arruís fuera del parque.[cita requerida] Así y todo ha habido algún intento de erradicación autorizado por el cabildo insular, pero lo accidentado e innacesibilidad del terreno impidieron localizar a todos los ejemplares. A principios de los años 90 del siglo pasado se estimaba una población en La Palma de doscientos a doscientos cincuenta individuos, con una tasa reproductiva del 30%. En tiempos recientes[¿cuándo?] se ha permitido la caza selectiva de algunos animales en el parque para controlar su exceso de población, objetivo que aún no se ha conseguido.[cita requerida]